# Costantino Mortati
Costantino Mortati (né le 27 décembre 1891 à Corigliano Calabro et mort le 25 octobre 1985  à Rome) est un juriste et constitutionnaliste italien d'origine arberèche.
Il est l'un des principaux juristes italiens du XXe siècle. Parmi ses élèves, on peut noter Giuseppe Ferrari (it), Leopoldo Elia (it), Mario Galizia (it), Sergio Fois et Temistocle Martines (it).

## Biographie
Costantino Mortati a d'abord étudié à San Demetrio Corone où il a passé un diplôme équivalent au baccalauréat littéraire ("maturità classica") puis à Catane. En 1914, il a été diplômé en droit à Rome. En 1917, il a également été diplômé de philosophie à Rome. Élève de Sergio Panunzio et de Luigi Rossi, il enseigna le droit constitutionnel en 1936 à l'université de Messine, puis il fut ensuite professeur de droit constitutionnel à la faculté de jurisprudence de l'université de Macerata, où il fut également le recteur. Puis, il tint l'enseignement de droit public auprès de l'institut régional naval de Naples. En 1946, il fut élu député pour la Démocratie chrétienne à l'Assemblée constituante et fit partie de la « commission des 75 » dont il fut l'un des protagonistes majeurs. « À ce personnage si réservé, on doit beaucoup de traits de la Constitution, en particulier ceux ayant rapports aux institutions parlementaire[réf. nécessaire] ».
De 1948 à 1960 il fut nommé professeur d'italien, de droit constitutionnel et de droit comparé à la Faculté de science politique de l'Université de Rome « La Sapienza ». Il fut aussi secrétaire à la cour des Comptes. En 1960, il fut nommé juge à la Cour constitutionnelle où il restera jusqu’en 1972. Dans les derniers temps de sa fonction, il en fut également le président.
En 1977, il fut atteint d'une grave forme de paralysie et mourut à Rome en 1985.

## Distinctions
- Chevalier grand-croix de l'Ordre du Mérite de la République italienne.

## Œuvre
Costantino Mortati a accompli de nombreux travaux sur la constitution matérielle de 1940. Ces études, délaissées pendant de nombreuses années, ont été réexaminés à la fin du XXe siècle et ont dès lors recueilli une large approbation. Sa vision de la Constitution est à mi-chemin entre la position de Hans Kelsen et celle de Carl Schmitt, et à cet égard, on peut affirmer que le point de référence est l'élément primitif d'identification de l'expérience. S'opposant à la position de Kelsen, et se démarquant de la position de Schmitt qui mettait l'accent sur la décision, il donne un rôle fondamental au parti politique dans son idée de la constitution matérielle.
Pour Mortati, la constitution matérielle prime sur la constitution formelle et cette dernière doit toujours être en adéquation avec la constitution matérielle afin de demeurer légitime.
Il faut par ailleurs se rappeler son manuel important « Les Institutions de Droit Public », plusieurs fois réédité (Istituzioni di diritto pubblico), ainsi que l'ouvrage « Formes de Gouvernement » (1973) (le forme di governo), toujours considérés comme l'une des introductions les plus complètes de l'étude du droit constitutionnel comparé.

### Ouvrages
- « L'ordre du gouvernement dans le nouveau droit public italien » (1931) (L'ordinamento del governo nel nuovo diritto pubblico italiano) ;
- « La Constitution au sens matériel » (1940) (La costituzione in senso materiale) ;
- « Le Constituant, la théorie, l'histoire, le problème italien » (1946) (La costituente. La teoria. La storia. Il problema italiano) ;
- « Leçons de droit constitutionnel italien comparé » (1965) (Lezioni di diritto costituzionale italiano e comparato) ;
- « Les formes du gouvernement » (1973) (Le forme di governo) ;
- « Les institutions de droit public » (I-II) (1991) (I) (Istituzioni di diritto pubblico).